# Ivan Gluhodedov
Ivan Gluhodedov, slovenski slikar, * 23. avgust 1925, Žiri. - umrl 7. junij 2010, Žiri.

## Življenje in delo
Po poklicu je čevljar in je bil zaposlen v tovarni Alpina. S slikanjem se ukvarja od leta 1954. Je predstavnik samorastnikov, ki se je posvetil samo tihožitju. Le-ta spominjajo na tihožitja nizozemskih mojstrov.
Samostojno in skupinsko je razstavljal po Sloveniji (Škofja Loka, Žiri, Domžale, Ljubljana, Jesenice, Kranj, Vrhnika, Celje, Trbovlje, Portorož).